# Frank Vaganée

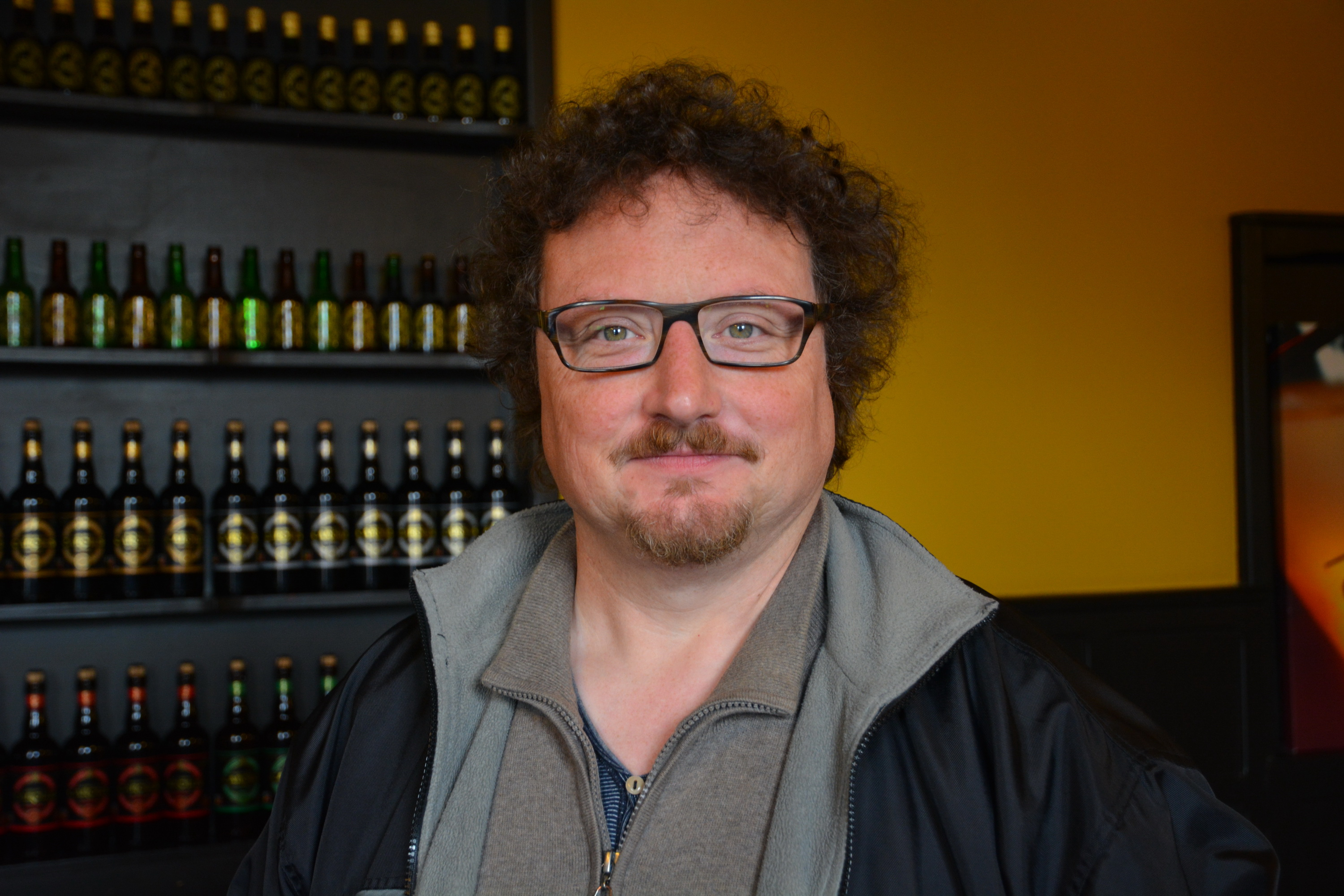
Frank Vaganée (2014)

Frank Vaganée (Mechelen, 19 maart 1966) is een Belgisch jazzsaxofonist en -componist.
Hij is artistiek directeur van het Brussels Jazz Orchestra ("BJO") en doceert aan het LUCA School of arts departement van het Lemmensinstituut in Leuven  saxofoonjazz, ensemblespel, bigband en arrangement. Naast de altsaxofoon bespeelt hij ook de sopraansaxofoon en de dwarsfluit. Frank Vaganée won verschillende prijzen, waaronder, samen met het Brussels Jazz Orchestra, ook een Oscar voor zijn muziekbijdrage aan de film "The Artist". Zijn broer is Guido Vaganée, de voormalige burgemeester van Bonheiden. 

## Muzikale carrière
Frank Vaganée leerde zijn eerste muzieknoten toen hij 7 jaar oud was (1973) bij de plaatselijke harmonie in Mechelen. Een jaar later ging hij naar het Stedelijk Conservatorium van Mechelen, en vervolgens aan het Koninklijk Conservatorium Antwerpen. In de periode 1983-1986 kreeg hij aan de Antwerpse Jazz Studio zijn eerste lessen improvisatie van de  Amerikaanse jazzsaxofonist John Ruocco. Frank Vaganée begon met eigen bands in 1983. Zo was hij de leider van Tough Talk, het Frank Vaganée Quartet, Trio en  Sextet, de Del Ferro Vaganée Group en The Acoustics. Vaganée speelde altsaxofoon en maakte de composities en arrangementen voor deze bands. Hij werkte een tijdje als freelancesaxofonist voor het Jazzorkest van de BRTN (radio & televisie) en werd in 1987 door Toots Thielemans uitgenodigd om samen een radioprogramma op te luisteren. (De gewapende Man BRT 2)
Hij was lid van het Nederlandse Timeless Orchestra, een bigband waarmee hij door Europa en Japan toerde.
In 1989 werd hij door de BRTN aangesteld als muzikant voor het orkest van de European Broadcasting Union (EBU) in Venetië, en nam in 1992 deel aan het "Festival de Jazz de Vienne" in Frankrijk.
Door de Belgische pers werd Vaganée in 1991 genomineerd als beste jong jazztalent, en in 1993 werd hij bekroond met de CERA / Jeugd en Muziek - Prijs.
Frank Vaganée gaf van 1987 tot 1990 les aan de Jazz Studio (vzw Halewijn Stichting) in Antwerpen.
Van 1992 tot 1994 doceert hij jazzsaxofoon aan het Sweelinck Conservatorium in Amsterdam.
Van 1993 tot 2004 docent saxofoon en jazz ensemble aan het Koninklijk Conservatorium in Gent.
Van 1993 tot nu doceert hij saxofoonjazz, ensemblespel, bigbandspel, jazzarrangeertechnieken, saxofoontechnieken aan de LUCA School of arts Campus Lemmens in Leuven.
Hij geeft workshops en masterclasses.
Frank is ook endorser voor Yanagisawa saxofoons en Marca rieten.
Zijn eerste album, Picture a View, werd uitgebracht in 1991. Dit was de periode waarin hij deel uitmaakte van het kwartet 'Del Ferro - Vaganée Group', met de Nederlandse pianist Mike Del Ferro. In 1993 namen ze Introduction op,  en later Del ferro - Vaganée Group Alive.
Gedurende een periode van vier jaar speelde het kwartet in totaal 125 concerten, waaronder de opname van 7 radioshows, 3 tv-programma's, 2 cd's, concerten in Dubai, festivals in België, Nederland, Frankrijk, een serie concerten voor 'Jeugd en Muziek Vlaanderen', een tour met de Amerikaanse saxofonist Harold Land en een andere met jazzzangeres Carla White, en daarnaast nog tal van concerten in jazzclubs.
Frank Vaganée speelde tussen 1995 en 1998 in trio met de contrabassist Philippe Aerts en de drummer Dré Pallemaerts. Ze traden weekelijks op in de Jazzclub Hopper in Antwerpen en op het Europese Jazzfestival in Rabat (Marokko).
Frank werd de artistiek directeur, altsaxofonist en een van de belangrijkste componisten van het Brussels Jazz Orchestra, een bigband van 16 muzikanten, waarvan hij in 1993 een van de oprichters was. Sindsdien werd het een gerenommeerd en gelauwerd orkest dat samenwerkt met bekende muzikanten als Toots Thielemans, Bert Joris, Kenny Werner, Philip Catherine, Bill Holman, Maria Schneider en Bob Mintzer.
Sinds 1999 speelt Vaganée mee in het Nathalie Loriers sextet (het Nathalie Loriers Trio en anderen).
Frank was tussen 1 april 2011 en oktober 2013 aangesteld als Stadsartiest van zijn stad Mechelen.
In deze hoedanigheid realiseerde hij talrijke projecten in zijn woonplaats waaronder; Een jazz oratorium "Zeg, zing het, deze stad zijn wij" in samenwerking met dichter Roger De Neef, vanwege het Newtopia festival, "Het einde van de wereld" een toneelstuk in samenwerking met theater ' t Arsenaal, "Serendipity" een muzikale score bij de tentoonstelling van kunstschilder Beniti Cornelis. Composities voor de Mechelse beiaard, "Scattered Rhymes" een project in samenwerking met Zefiro Torna, talrijke workshops in samenwerking met het Stedelijk conservatorium.
In 2012 won hij met BJO een Oscar voor "Beste originele filmscore" voor hun samenwerking bij de realisatie van de soundtrack voor de film "The Artist".
In 2014 werd hij samen met BJO genomineerd voor 2 GRAMMY's voor de cd "Wild Beauty".

## Prijzen
- 1991: genomineerd door de Belgische Pers als grootste jazztalent van België.
- 1993: winnaar van de "CERA Jeugd en Muziek-prijs".
- 1994: samen met het BJO winnaar van de "Prix Nicolas d'Or".
- 2001: winnaar van de "Django d'Or".
- 2006: Vlaamse Cultuurprijs (met BJO)
- 2007: samen met het BJO winnaar van de "Cultuurprijs Vlaanderen".
- 2011: winnaar van de "Jazzmozaïek Award".
- 2012: met BJO mede winnaar van Oscar voor beste muziek voor de film 'The Artist'
- 2014: 2 Grammy nominaties voor BJO cd Wild Beauty (beste cd large jazz ensemble + beste arrangement)

## Discografie (selectie)
- 1991:  Picture a View Frank Vaganée Quintet BSharp records
- 1991:  Songs for Mbizo Chris Joris Tonesetters
- 1993:  Introducing Del Ferro/Vaganée Group Hillstreet records -
- 1996:  Live! Del Ferro/Vaganée Group ARecords
- 1996:  A Live Act  Act Big Band Igloo records
- 1997:  Live! Brussels Jazz Orchestra Coda records
- 1999:  Two Trios Frank Vaganée Trio feat. John Ruocco WERF records
- 1999:  The September Sessions Brussels Jazz Orchestra WERF records
- 2002:  The Music of Bert Joris  Brussels Jazz Orchestra WERF records
- 2002:  Tumbuctu Nathalie Loriers Trio + Extensions  WERF records
- 2003:  Naked in the Cosmos Brussels Jazz Orchestra/Kenny Werner Inpulz records
- 2005:  Meeting Colours Brussels Jazz Orchestra/Philip Catherine  Dreyfuss records
- 2006:  Countermove Brussels Jazz orchestra WERF records -
- 2006:  Dangerous Liaison  Brussels Jazz Orchestra/Filharmonie  Talent records
- 2007:  Eight Ball & White Horse  Florian Ross Octet
- 2007:  Changing Faces  Brussels Jazz Orchestra/ David Linx  O+ records
- 2007:  Yellow Sounds and other colours Saxkartel WERF records
- 2008:  The music of Michel Herr Brussels Jazz Orchestra WERF records
- 2008:  Ten years ago Brussels Jazz Orchestra/ Richard Galliano  Milan records
- 2008:  Jazzolympics  Brussels Jazz Orchestra/David Linx
- 2009:  Creating Chances  Brussels Jazz Orchestra/Brussels Philharmonic Nationale Loterij
- 2010:  Mama Africa  Brussels Jazz Orchestra & Tutu Puoane  Saphrane records
- 2010:  Vliegen tot de Hemel Brussels Jazz Orchestra/Michael De Cock Davidsfonds
- 2010:  Signs & Signatures Brussels Jazz Orchestra/Bert Joris WERF records
- 2010:  Marie’s Momentum The New Chris Joris Experience  WERF records
- 2011:  Institute of Higher Learning  Brussels Jazz Orchestra ft Kenny Werner HalfNote Records
- 2011:  Het einde van de wereld  Brussels Jazz Orchestra/Michael De Cock  Davidsfonds
- 2011:  Guided dream  Brussels Jazz Orchestra/Dave Liebman Prova records
- 2012:  A Different Porgy, another Bess  Brussels Jazz Orchestra  Naive records
- 2012:  Steven Delannoye NY Trio ft Frank Vaganée Jazz Inside records
- 2012:  Happy Notes! Del Ferro – Vaganée Group WERF records
- 2013:  BJO’s Finest  Brussels Jazz Orchestra  Saphrane Records NL
- 2013:  Wild Beauty  Brussels Jazz Orchestra ft Joe Lovano  HalfNote Records
- 2013:  Serendipity Frank Vaganée – Beniti Cornelis
- 2013:  Big Company  Florian Ross Big Band
- 2013:  Here comes tomorrow Steven Delannoye NY Trio ft Frank Vaganée WERF records 116
- 2014:  The music of Enrico Pieranunzi Brussels Jazz Orchestra WERF records 125
- 2016:  Let the music speak! auto-production
- 2016:  OTO Machine auto production
- 2016:  BREL  Brussels Jazz Orchestra ft. David Linx  JazzVillage
- 2016: Two Small Bags, Ten Million Dreams  Brussels Jazz Orchestra, I Solisti del Vento, Brussels Vocal Project, David Linx, Tutu Puoane  VOF SIEN
- 2017:  Smooth Shake Brussels Jazz Orchestra - Bert Joris WERF Records 144 -
- 2017:  Happy Men OTO Machine
- 2018:  We have a dream  Brussels Jazz Orchestra ft. Tutu  Puoane  Soulfactory Records
- 2021:  Two Places  Brussels Jazz Orchestra ft. Mo Harcum, Zediam and DJ Grazzhoppa
- 2022:  Celestial Planes ft. Roeland Celis  Soulfactory Records -
- 2022:  49 Steps to Heaven  Lionel Beuvens
- 2022:  Gainsbourg  Brussels Jazz Orchestra ft. Camille Bertault